# Бриоти (Сондрио)
Бриоти је насеље у Италији у округу Сондрио, региону Ломбардија.
Према процени из 2011. у насељу је живело 35 становника. Насеље се налази на надморској висини од 1045 м.